# Sud de Califòrnia

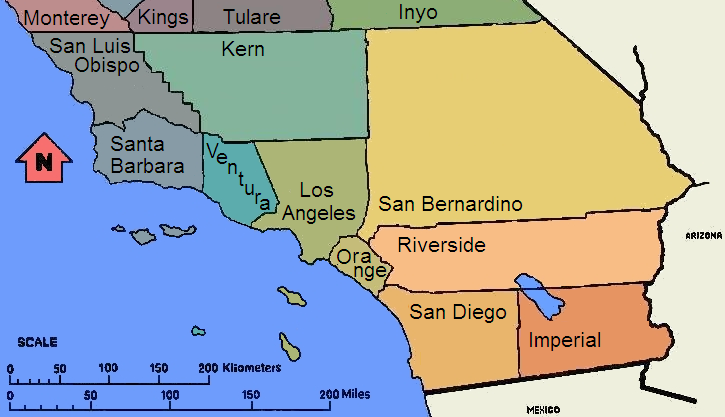
Comtats del Sud de Califòrnia

El Sud de Califòrnia (en anglès: Southern California o So Cal en forma abreujada), és definit com la part sud de l'estat nord-americà de Califòrnia. Els seus centres de població més importants són les ciutats de Los Angeles, San Diego, San Bernardino, i Riverside. La regió és llar de més de 23 milions persones i la segona regió més poblada, darrere de la Regió BosWash al Nord-est dels Estats Units.
No hi ha cap definició oficial per als límits entre el Nord i el Sud de Califòrnia. No obstant això, la definició més usada per distingir els límits és la de les Muntanyes Tehachapi.
L'oest del Sud de Califòrnia limita amb l'oceà Pacífic, al sud amb la frontera internacional entre els Estats Units i Mèxic, a l'est es troben els deserts de Mojave i Colorado i el Riu Colorado amb els límits estatals d'Arizona i Nevada.

## Comtats
L'estat de Califòrnia se subdivideix en comtats. El Sud de Califòrnia té 10 comtats:
| - Comtat d'Imperial - Comtat de Kern - Comtat de Los Angeles - Comtat d'Orange - Comtat de Riverside | - Comtat de San Bernardino - Comtat de San Diego - Comtat de San Luis Obispo - Comtat de Santa Barbara - Comtat de Ventura |